# 川滇小檗
川滇小檗（学名：Berberis jamesiana）是小檗科小檗属的植物，为中国的特有植物。分布在中国大陆的云南、四川、西藏等地，生长于海拔2,100米至3,600米的地区，多生长于河边、山坡、林缘、林中及灌丛中，目前尚未由人工引种栽培。

## 异名
- Berberis jamesiana Forrest et W. W. Smith var. leucocarpa (W. W. Smith) Ahrendt